# 小行星5153
小行星5153（英語：5153）是一颗围绕太阳公转的小行星。1940年4月9日，爾約·維薩拉在图尔库发现了此天体。
这颗小行星的绝对星等为39.56072476043192等。